# Patio de la Infanta

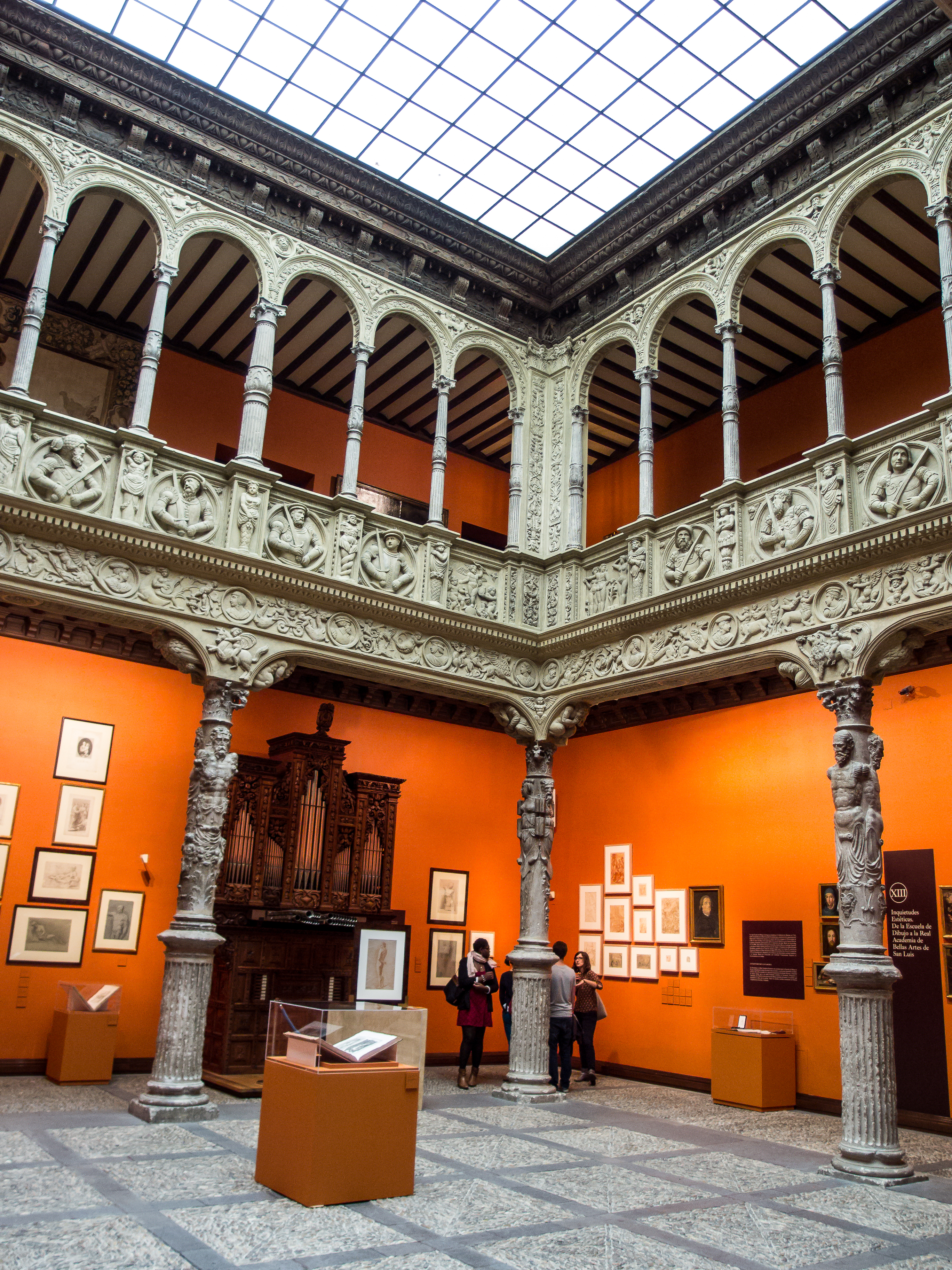
El Patio de la Infanta

Con el nombre de Patio de la Infanta se conoce un patio renacentista de 1550 situado actualmente dentro de la sede central de Ibercaja, en la calle de San Ignacio de Loyola de Zaragoza. Se trata del patio interior del palacio residencia de Gabriel Zaporta, un importante comerciante y banquero de origen judío, prestamista de Carlos V. El nombre proviene de la infanta María Teresa de Vallabriga, esposa de Luis de Borbón y Farnesio —hermano del rey Carlos III—, que, ya viuda, regresó a Zaragoza para vivir a partir de 1785 en el Palacio de Zaporta.

## Historia
La casa palacio de Gabriel Zaporta se encontraba entre las actuales calles de San Jorge, San Andrés y el callejón de Zaporta. Contaba con un jardín en su zona posterior —opuesta a la calle de San Jorge a la que daba su fachada—, y un patio labrado con gran riqueza. Tras varios incendios, el inmueble fue desmontado en 1903 por el arquitecto Luis de la Figuera Lezcano, se salvaron la portada —de un estilo gótico final con un mirador de arcos conopiales y alero con canes de lóbulos como el Palacio de los Torrero— y el patio, que fueron adquiridos por un anticuario francés con el fin de alojar su comercio en París en este monumento. En 1957 la Caja de Ahorros Ibercaja adquirió el patio y en 1980 lo instaló dentro de su sede central, un edificio moderno situado en la plaza Basilio Paraíso.

## Descripción
El Patio de la Infanta, de estructura típicamente aragonesa, consta de dos pisos y una galería superior soportada por columnas, distinguiéndose de otros similares por la profusa decoración de sus elementos arquitectónicos.
La planta baja está construida a dintel, mientras que la principal aloja una galería corrida de arcos de medio punto soportados por columnas abalaustradas. Todas las columnas, tanto inferiores como superiores, son anilladas a dos tercios, característica tradicional de la columna renacentista aragonesa. Además, tanto los elementos sustentantes como todo el resto, están decorados con relieves. Así, las columnas se ornamentan con figuras humanas a modo de cariátides o estípites. Se podría tener como uno de los más tempranos ejemplos de Manierismo, muy poco después de haber comenzado el influjo del renacimiento italiano en Aragón. Grifos, amorcillos, escenas de la serie de los trabajos de Hércules (batalla con la hidra de Lerna, robo de los toros de Gerión, lucha con el gigante Anteo), representación de las Tres Gracias, alegorías de Cupido y de la Ocasión (sobre la rueda de la Fortuna y tomada por el único mechón que posee en su frente, pues una vez pasa la ocasión es calva en la zona occipital y no puede ser tomada de por el cabello), además de otras alusiones a amantes ilustres y a figuras relacionadas con el Eros, forman parte de su abigarrado programa iconográfico que hace pensar en un templo dedicado al poder y al amor.
Este patio se veía desde la calle en el momento de su construcción, pues no existía la transición del habitual zaguán, en un alarde de ostentación que mostraba a todo paseante el estatus social alcanzado por su dueño. En el antepecho del mirador, de frente al espectador de la calle, aparecía la imagen del emperador, cuya espada lleva la inscripción CAROLVS. También hay medallones con los retratos de César Augusto, Trajano, Marco Aurelio, Adriano, Constantino, Justiniano, Carlomagno, Felipe el Atrevido, Francisco I de Francia y Fernando el Católico. A esta galería de emperadores y reyes ilustres se suma el retrato del propio Gabriel Zaporta.

## Galería

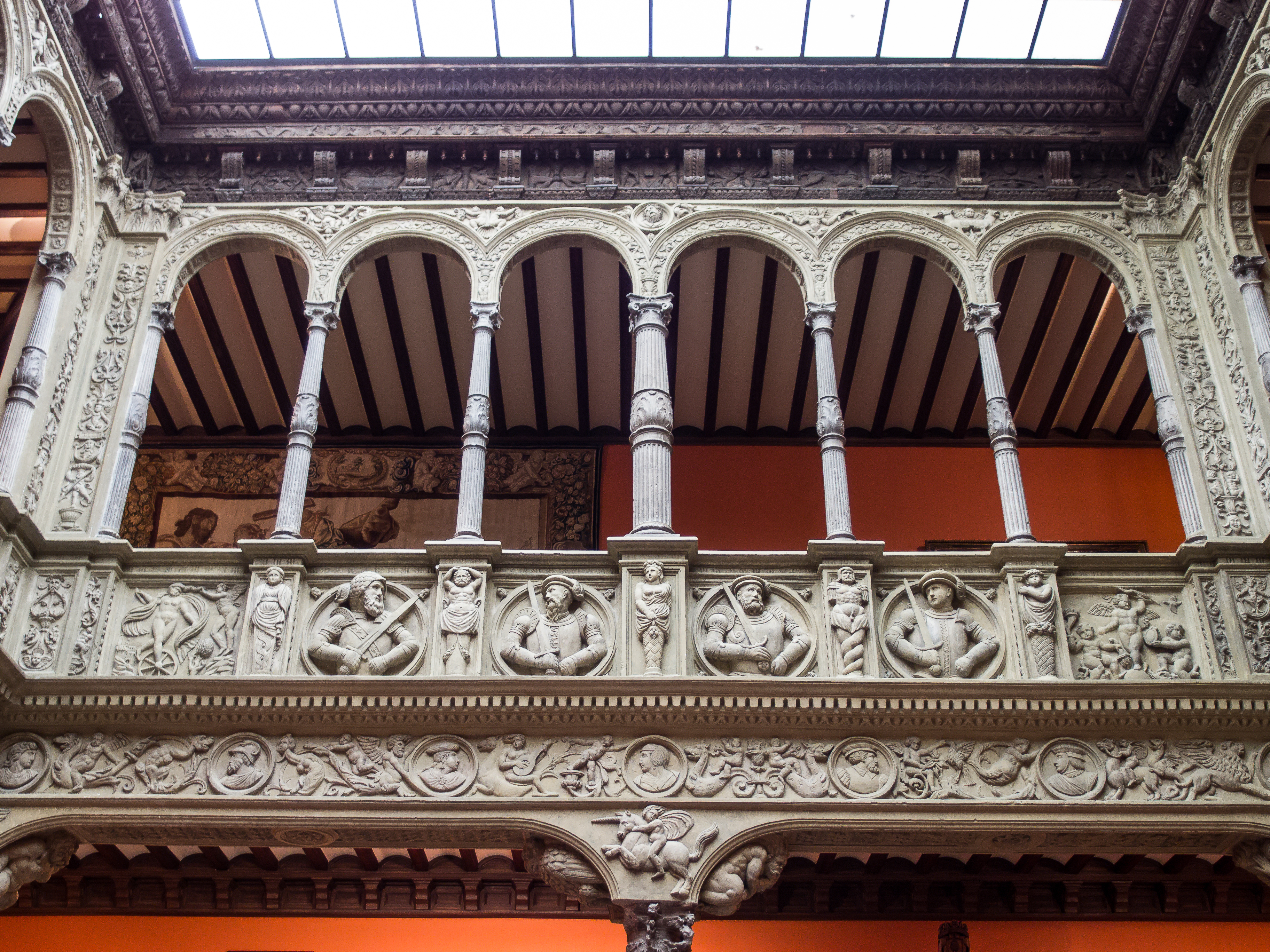
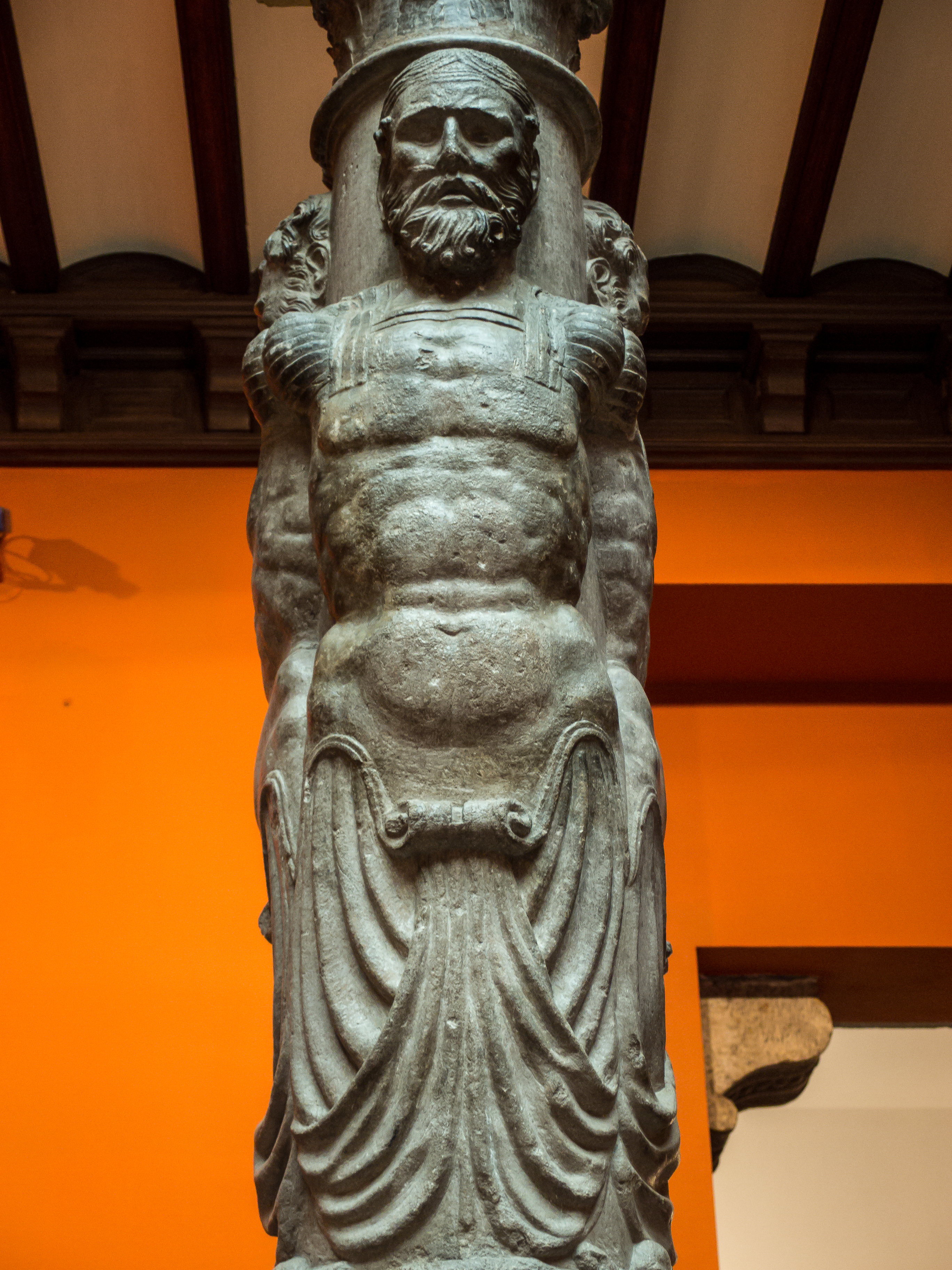
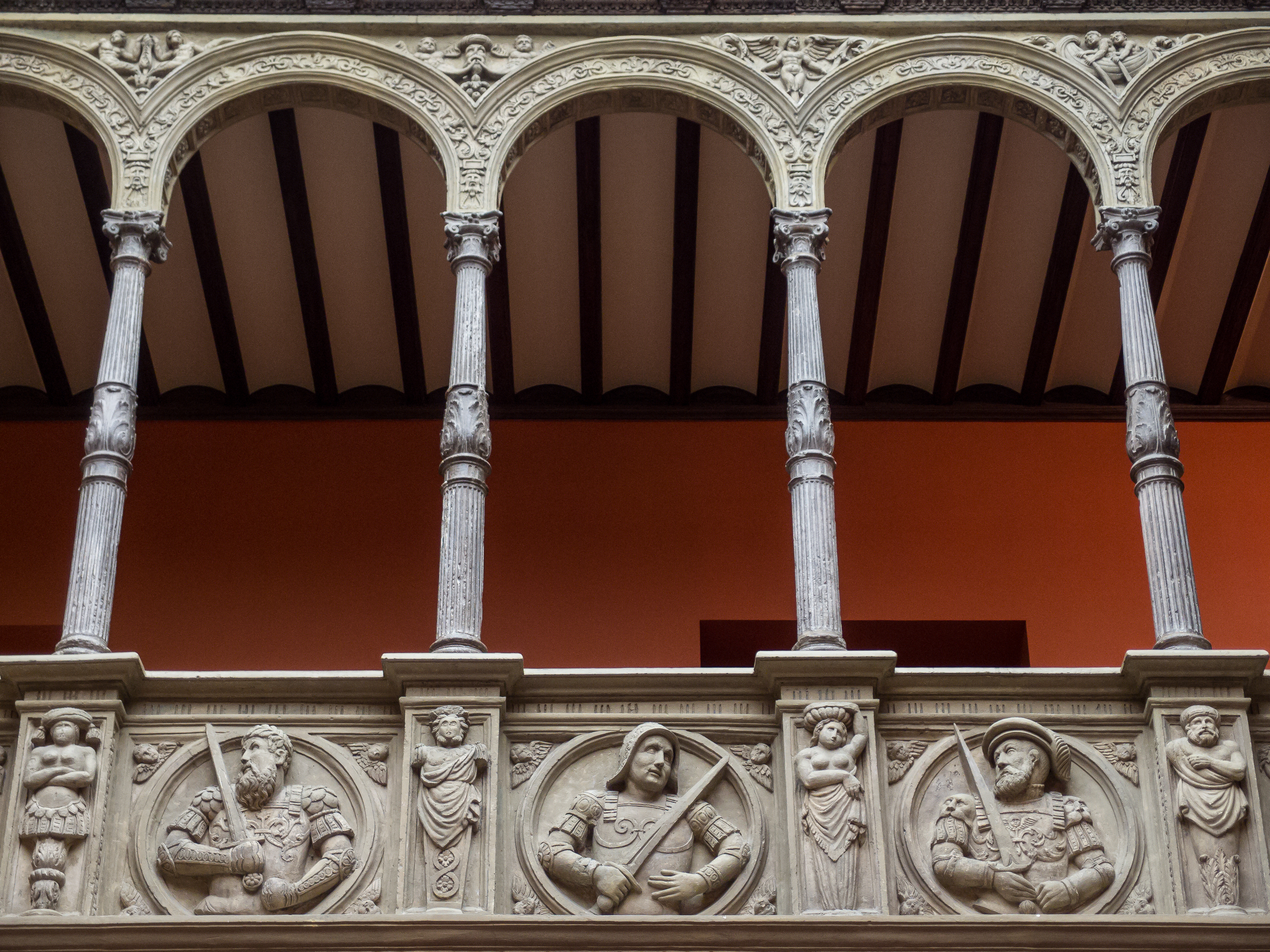
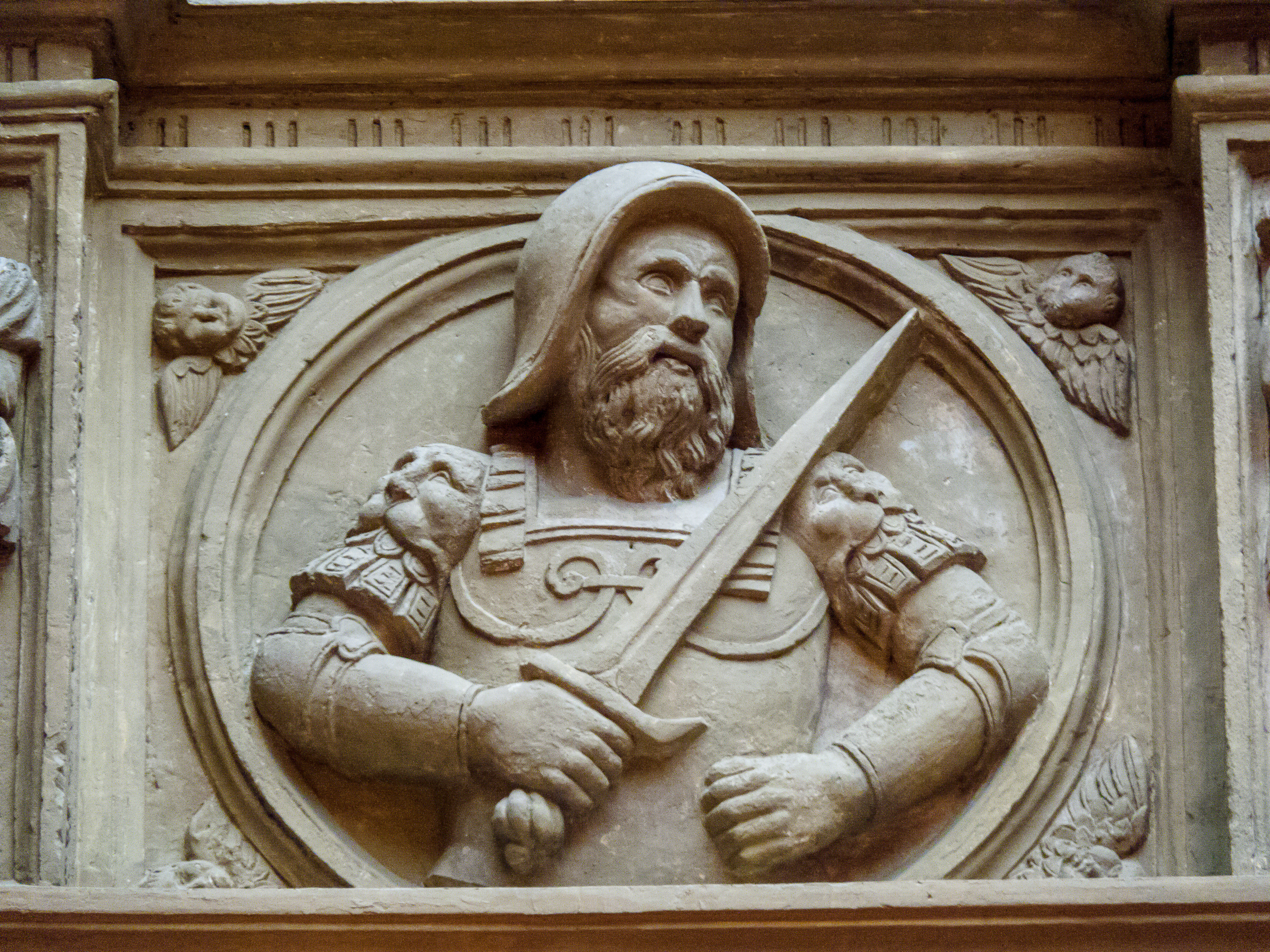
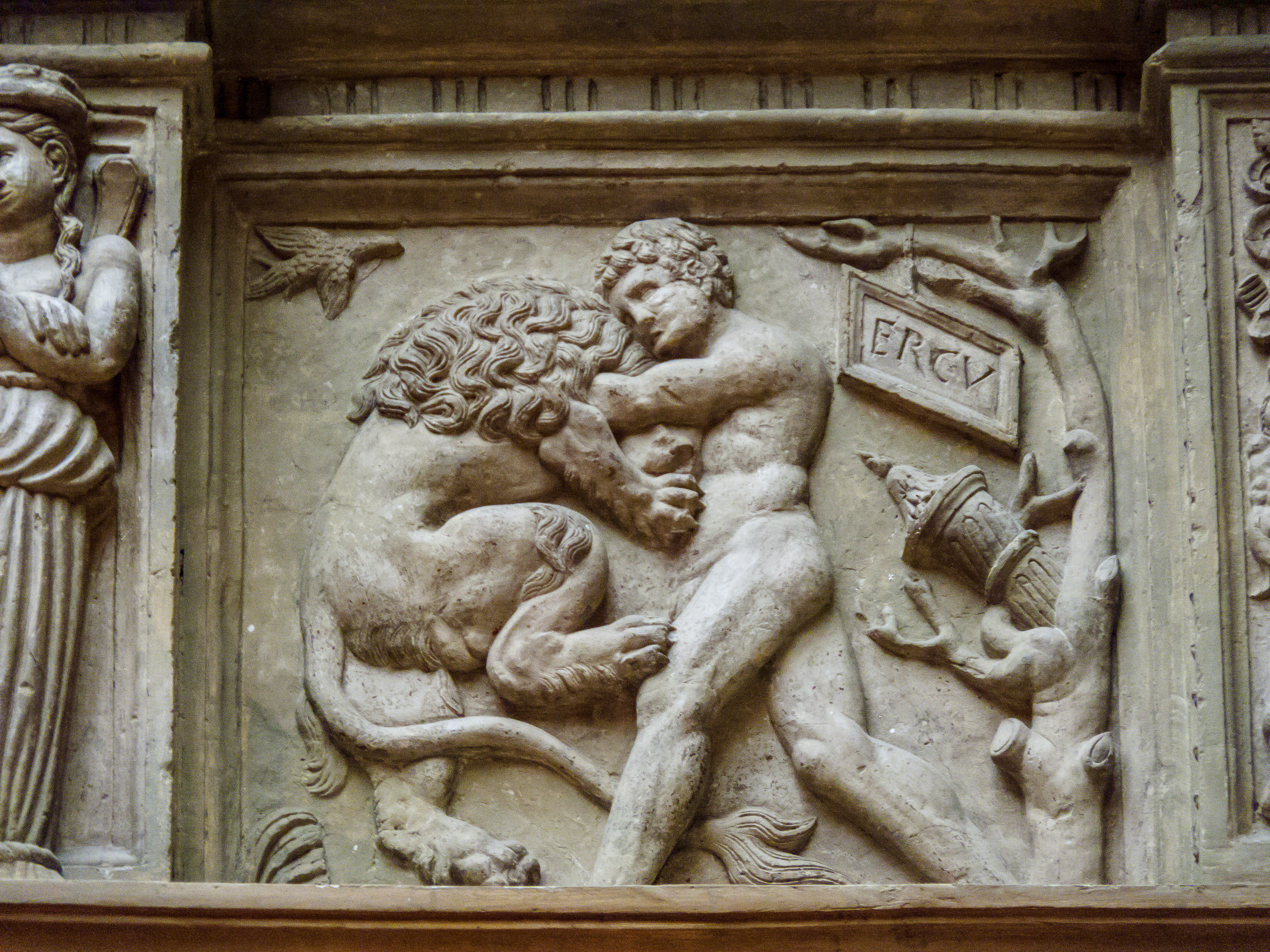
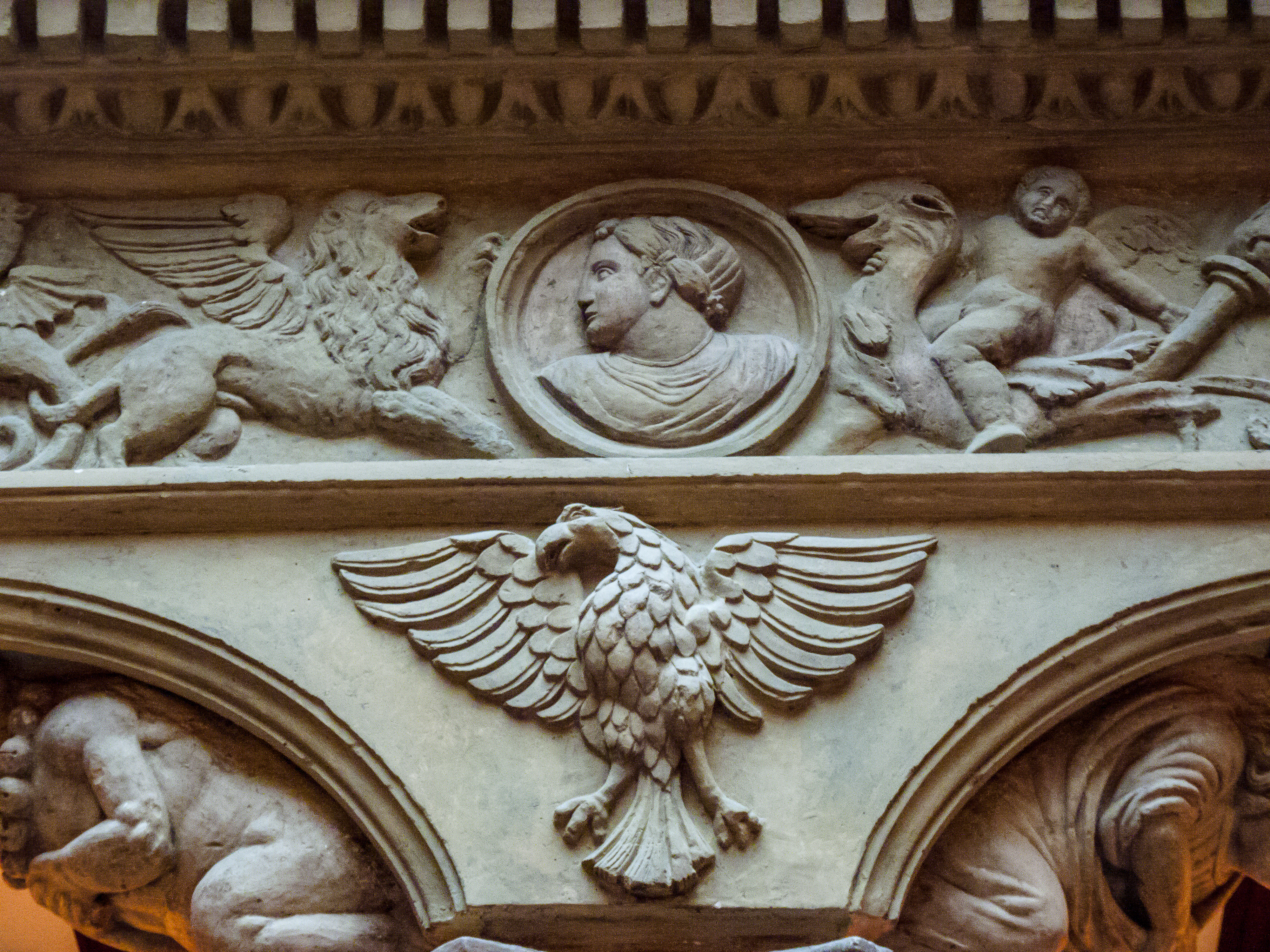
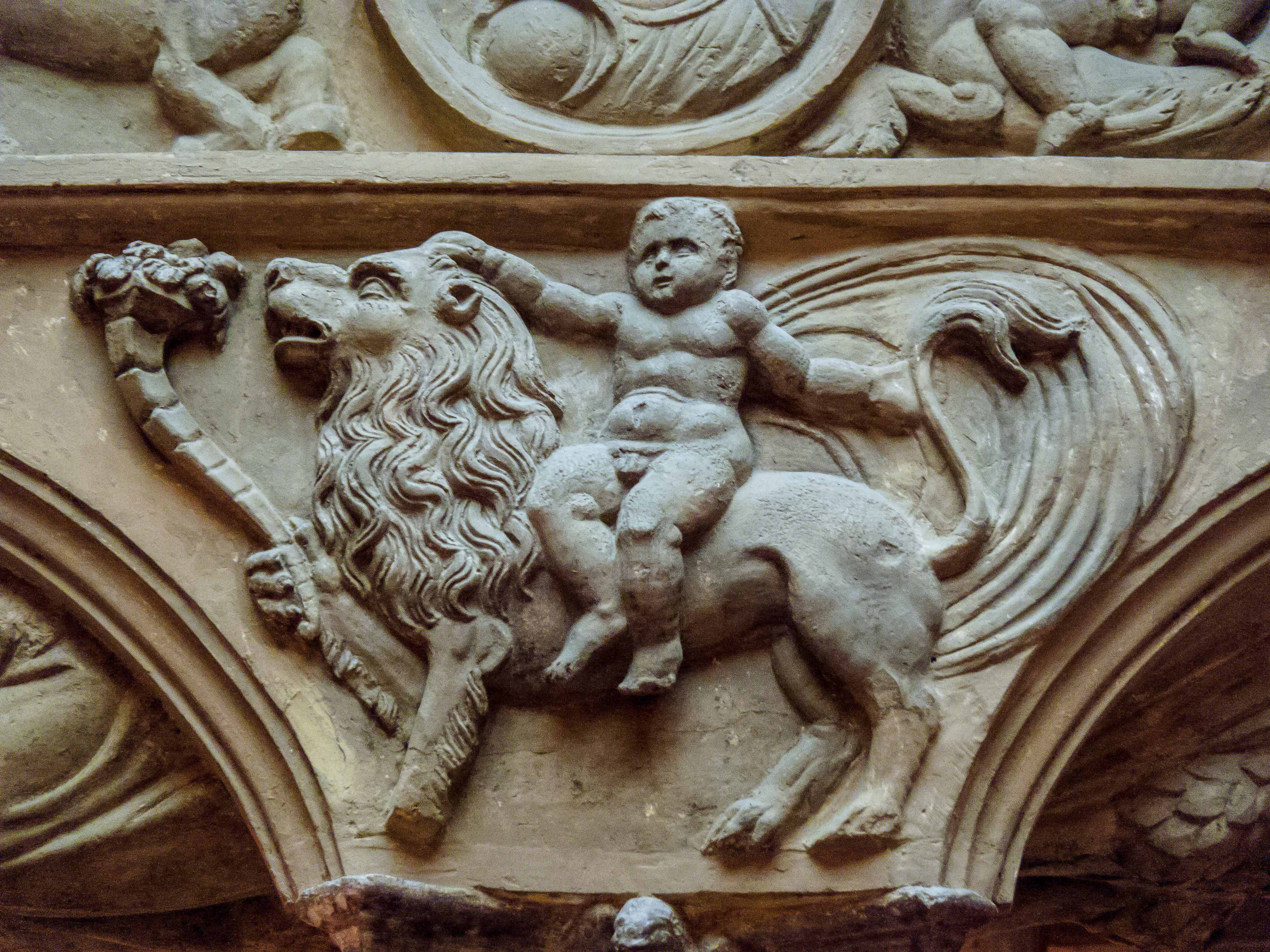
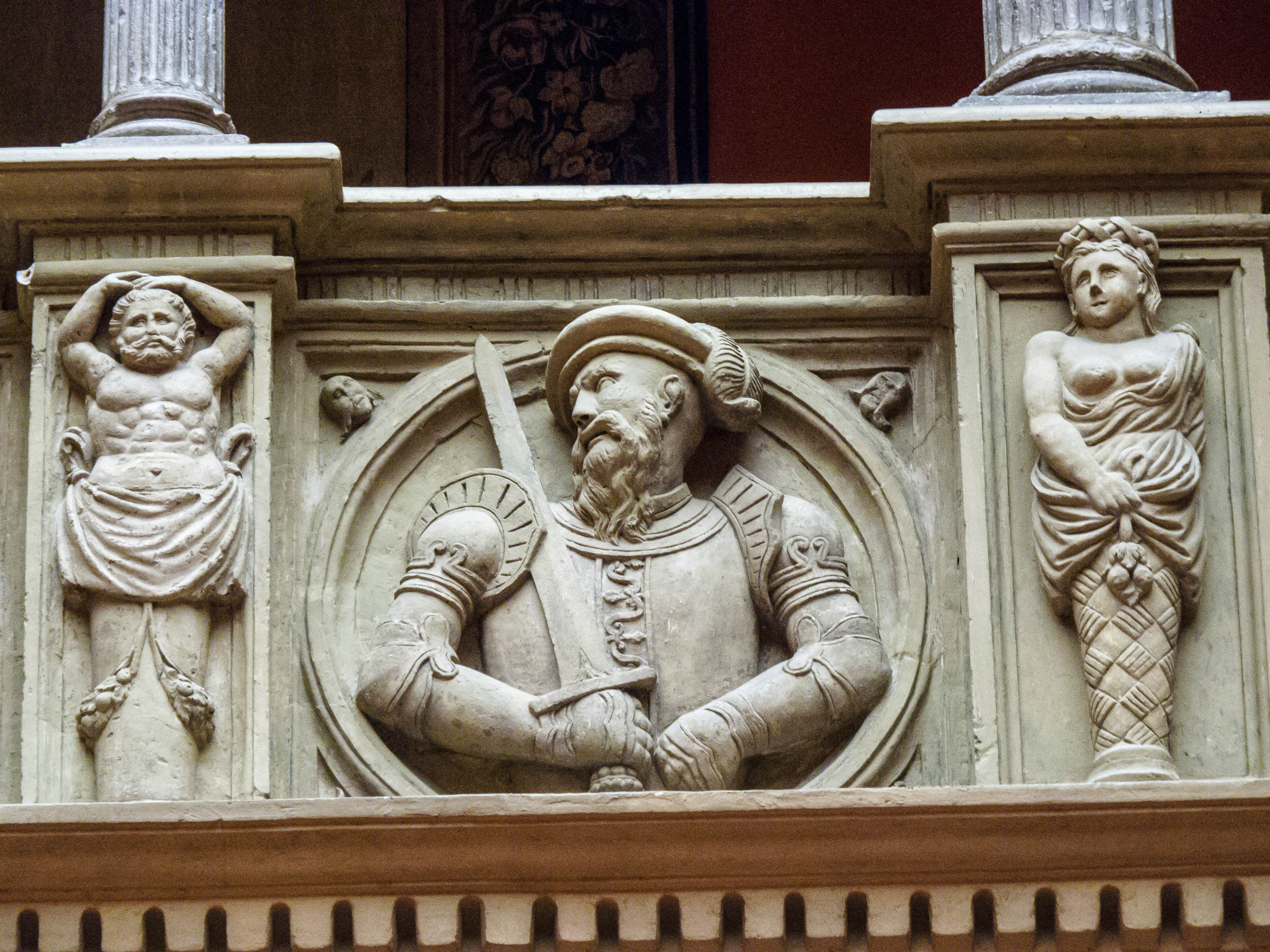
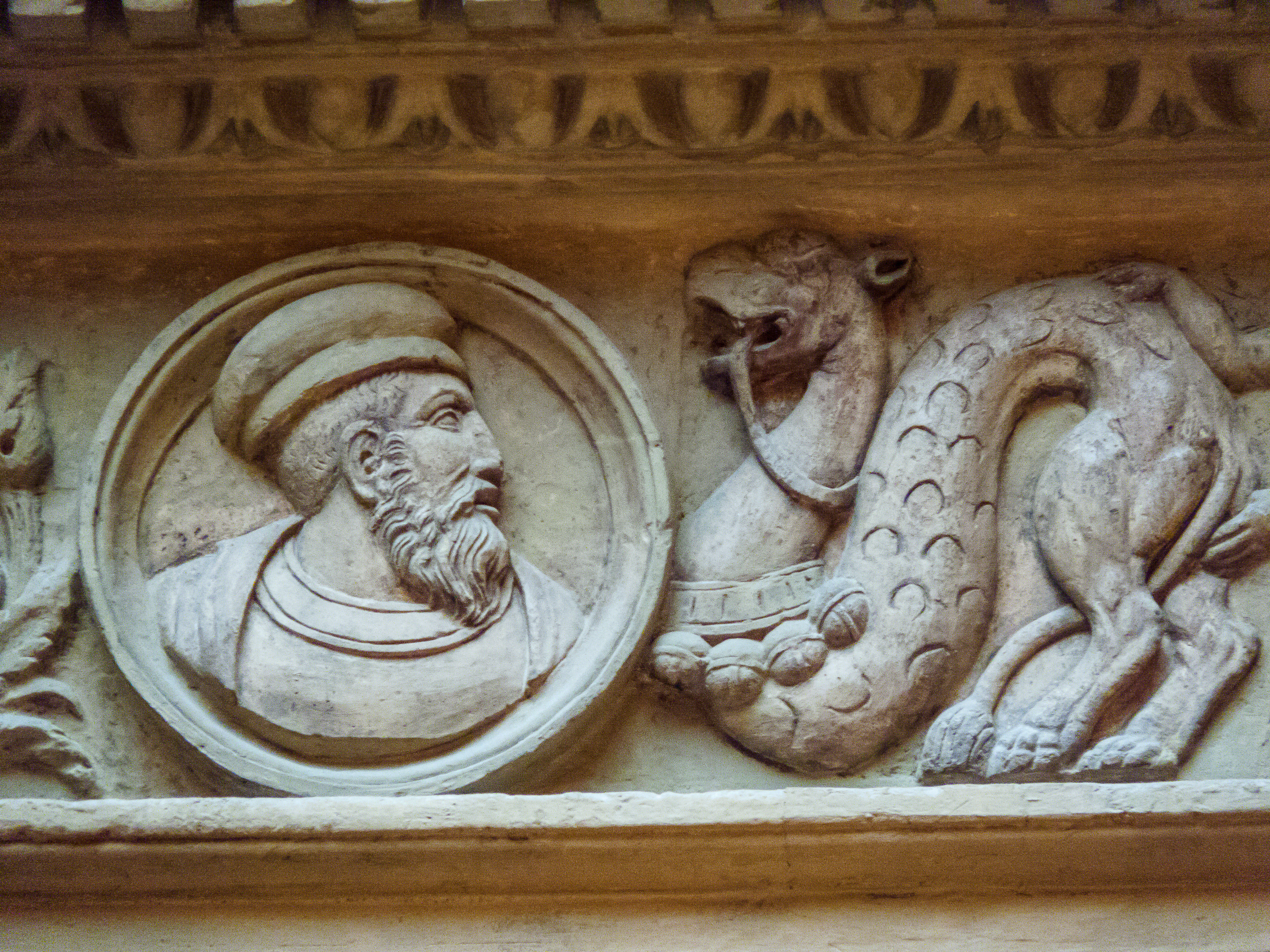
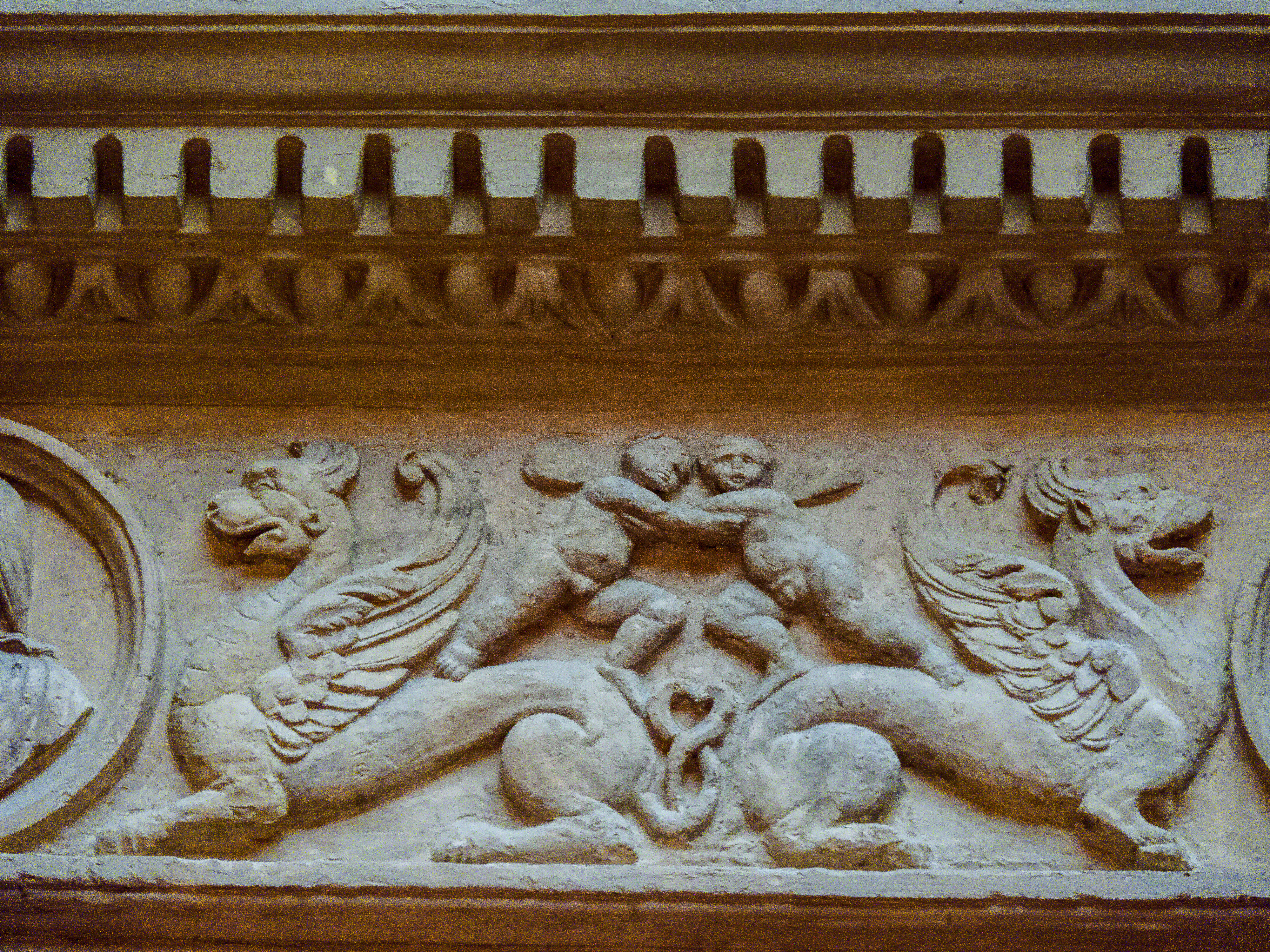
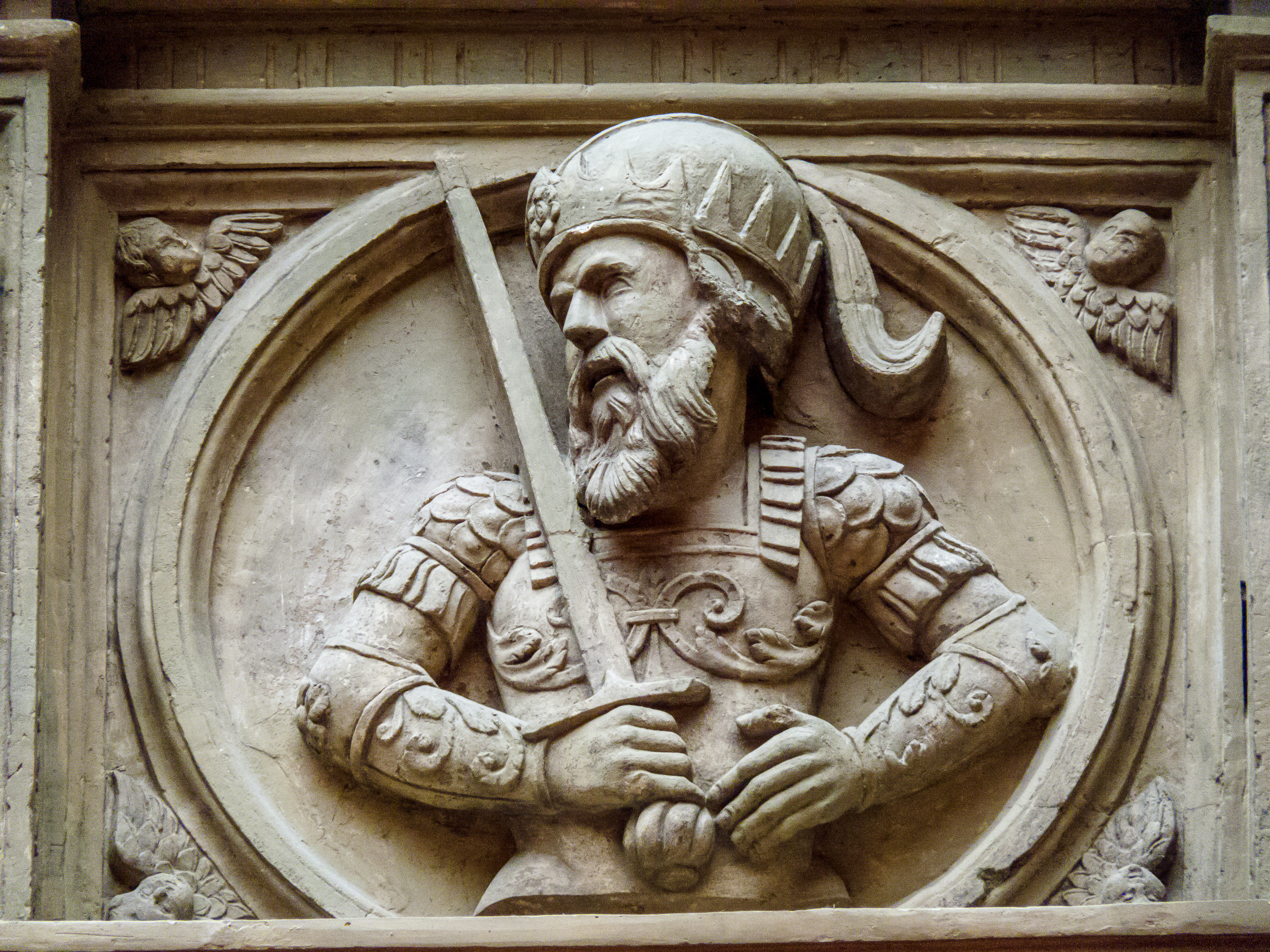
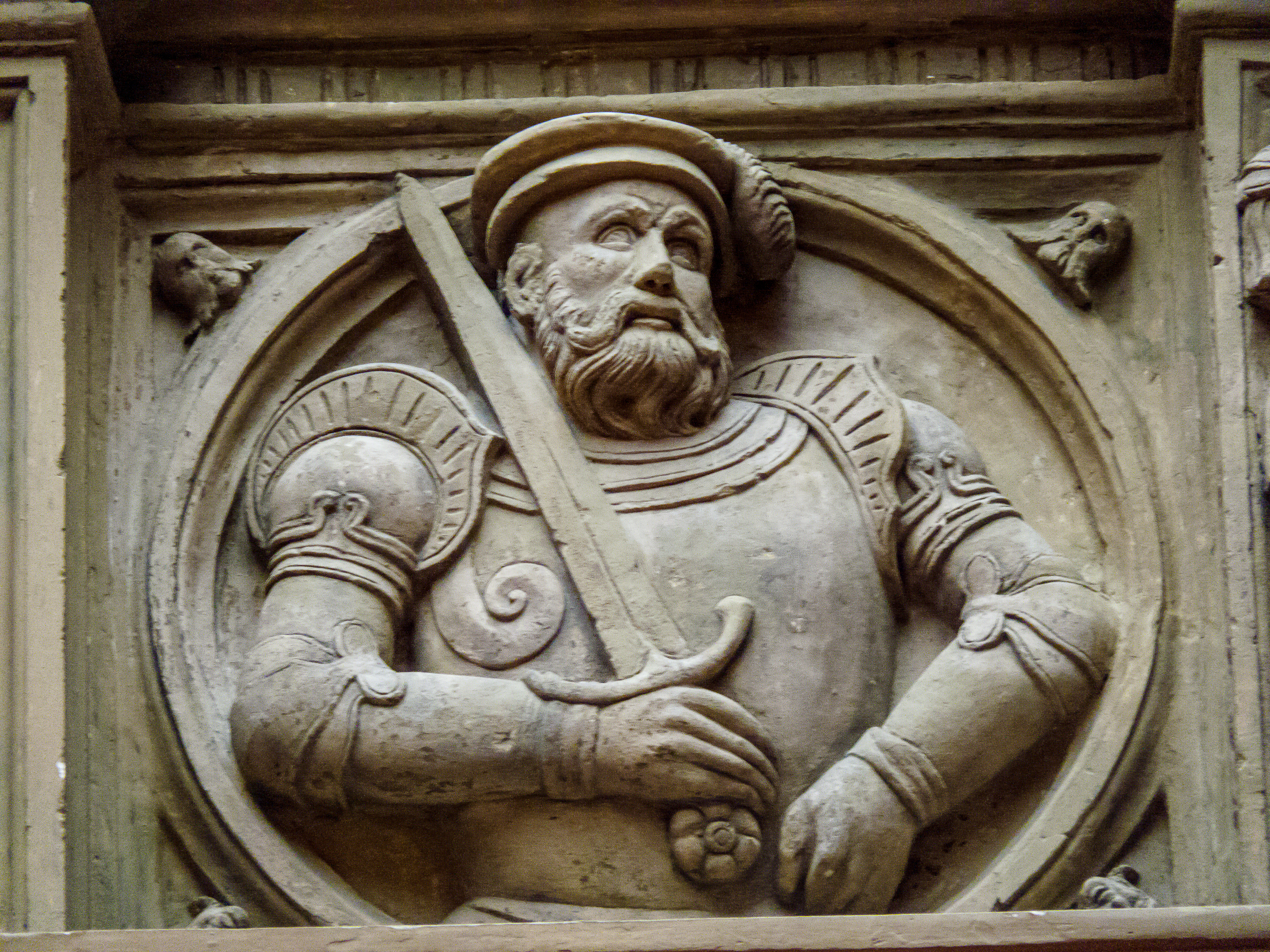
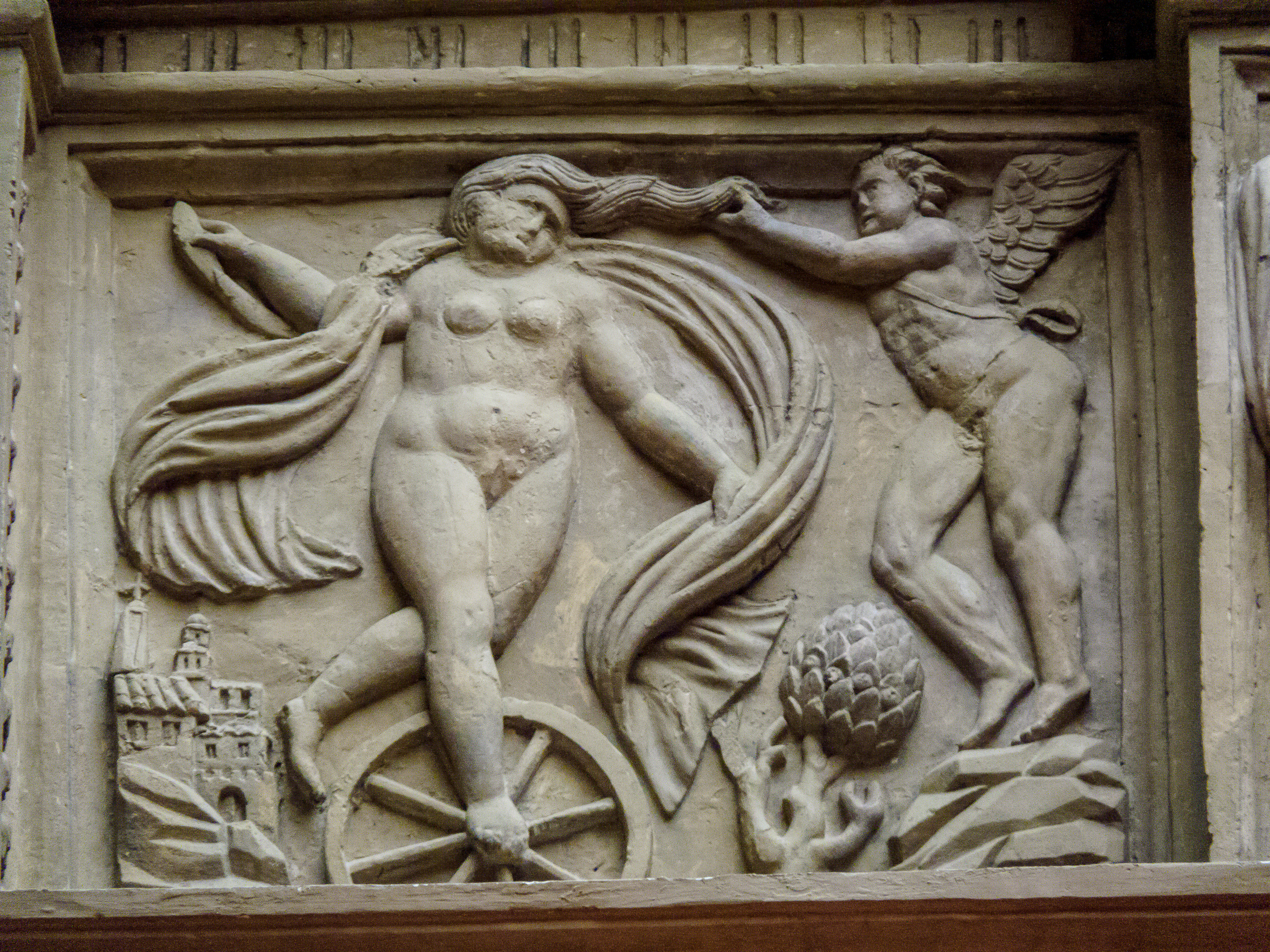